# Бјала (Војводство опољско)
Бјала  (пољ. Biała) град је у Пољској, седиште истоимене општине у прудницком повјату и у Опољском војводству. Бјала се налази у историјској Шлеској (Горња Шлеска), региону на ушћу реке Бјала, на висоравни Бјала (пољ. Wysoczyzna Bialska).

## Етимологија
Име „Биаłа“ је настало по пољској речи биаłи (бело).

## Историја
Регион је постао део нове пољске државе под њеним првим историјским владаром Мјешком I 990. године. У данашњој Бјали постојало је пољско упориште, а у 12-13. веку је већ било седиште локалних кастелана. Град је познат од 1225. године. Статус града добија 1327. године. У XVI веку Бјала је била под влашћу Чешке. 
Године 1933. Нацистичка партија је дошла на власт у Немачкој, а 1934. године црквене службе на пољском језику су отказане. После Другог светског рата, град је поново припао Пољској у складу са Потсдамским споразумом.

## Демографија
| 2021. |
| ----- |
| 2.336 |

## Атракције
- замак грађен у стилу касне ренесансе XVI век.
- градске зидине XV век
- Готска црква из XIV века

## Саобраћај
Кроз град пролази регионални пут број 414 и железничка пруга Прудњик - Крапковице.